# 入船亭扇辰
入船亭 扇辰（いりふねてい せんたつ、1964年2月13日 - ）は、落語協会会員の落語家。出囃子は『から傘』。本名∶川越 辰朗。

## 来歴
新潟県長岡市出身で、長岡市立阪之上小学校、長岡市立東中学校、新潟県立長岡高等学校をそれぞれ卒業し、國學院大學文学部漢文学科を中退した。國學院大學落語研究会出身。
1989年に九代目入船亭扇橋に入門し、扇たつの名を与えられる。
1993年5月に柳家喬太郎、林家彦いちと共に二ツ目に昇進して扇辰と改名した。1998年ににっかん飛切り落語会努力賞、1999年ににっかん飛切り落語会努力賞、2001年ににっかん飛切り落語会奨励賞をそれぞれ受賞。
2002年に古今亭菊生、林家彦いち、三遊亭金八、鈴々舎鈴之助と共に真打に昇進。2007年に国立演芸場花形演芸大賞銀賞、2008年に国立演芸場花形演芸大賞金賞をそれぞれ受賞。
2023年、3月アメリカ・イェール大学での高座を行う。

## 芸歴
- 1989年 - 九代目入船亭扇橋に入門、前座名「扇たつ」。
- 1993年5月 - 二ツ目昇進、「扇辰」と改名する。
- 2002年3月 - 真打昇進。

## 人物
軽い滑稽噺から人情噺の大ネタまで持ちネタは幅広い。『三井の大黒』『ねずみ』『心眼』『麻のれん』といった扇橋十八番を見事に受け継ぎ、最近では儒学者荻生徂徠を題材に取った人情噺『徂徠豆腐』で新境地を切り開いた。『匙かげん(人情匙加減)』など講談から落語に輸入したネタも得意とする。
柔らかで落ち着いた雰囲気と端正な口調、そして繊細な演技力。殊更に現代的なギャグを入れ込んだりすることの無い扇辰の高座には、実年齢以上の風格が漂う。しばしば「落語は何の役にも立たない」と枕で語るが、終わってみると心に残るような清々しい落語を披露する。
柳家喬太郎とは同学年・同期にあたり、毎年2人会が行われるのが恒例となっている。ここに林家彦いちが加わっての3人会になることもある。
作詞家で詩人の覚和歌子は妻である。競馬とスポーツの出版社・流星社代表の川越敬志は兄。
三代目橘家文蔵、五代目柳家小せんとユニット「三K辰文舎（さんけーしんぶんしゃ）」を組んで2021年現在も活動している。落語会や協会イベントなどでも音楽演奏を披露してキーボード・ギターを担当する。「三K辰文舎」は、産経新聞社から読みを借用した。三人とも本名の名字がKで始まり、扇辰、橘家文左衛門（現文蔵）、鈴々舎わか馬（現小せん）の1字ずつを取った。
長岡市の酒造メーカー、長陵・高橋酒造の前社長である高橋康臣は、早くから地元出身の扇辰を目にかけており、真打昇格直後から酒造での独演会を企画していた。その会がきっかけで仕事が増えた扇辰は、今でも高橋氏に深く感謝しているという。

## 演目

### 古典
- 麻のれん
- 阿武松
- 井戸の茶碗
- お初徳兵衛
- お祭り佐七
- 鰍沢
- 甲府い
- 紫檀楼古木
- 心眼
- 徂徠豆腐
- 団子坂奇談
- 千早振る[注 2]
- 天狗裁き
- 天災
- 茄子娘
- 引越しの夢
- 妾馬
- 百川
- 紋三郎稲荷
- 藪入り
- 雪とん
- 藁人形

#### 廓噺
- 明烏
- 五人廻し

#### 政談
- 匙加減
- 三方一両損

#### 地噺
- お血脈

#### 左甚五郎もの
- 竹の水仙
- 三井の大黒
- ねずみ

### 新作
- 江戸の夢[注 3]
- 蕎麦の隠居[注 4]
- 任侠流れの豚次伝より「男旅牛太郎」

## 主な定期落語会
- 扇辰日和
- 扇辰・喬太郎の会
- 入船亭扇辰一門会
- 心技体
- 扇辰ぴより

## 出演

### インターネット
- お台場寄席DOUGA（フジテレビ無料動画サイト「見参楽」）
- 第二回ABEMA寄席（2020年5月24日、ABEMA）[7]
- 粋らくご（スカパー寄席チャンネル）[8]

## 弟子

### 真打
- 十代目入船亭扇橋

### 二ツ目
- 入舟辰乃助
- 入船亭扇兆

### 前座
- 入船亭辰むめ

### 廃業
- 入船亭はい辰